# La Década Prodigiosa

La Década Prodigiosa es un grupo de música español surgido en 1985, conocido por realizar popurrís de canciones pop y rock de varias décadas. La tercera  formación  representó a España en el Festival de Eurovisión de 1988 .
Actualmente La Década Prodigiosa es dirigida y administrada por Javier Enzo, uno de los componentes más veteranos en su historia.

## Historia
El proyecto nació en 1985, creado por Javier de Juan, Manel Santisteban y Manolo Aguilar. 
Pensado inicialmente como un proyecto para la grabación de un disco recopilatorio de los grandes éxitos musicales de la década de 1960 en forma de popurrís, que no tendría continuación (La Década Prodigiosa), la grabación contó con las voces de músicos de estudio como María Lar, José María Guzmán, Andrea Bronston, Juan Canovas o Adolfo Rodríguez. La iniciativa alcanza gran repercusión y se decide entonces formar el grupo como tal. Aunque la formación inicial estaba integrada por un grupo de 7 bailarines (4 chicos y 3 chicas), finalmente se opta por el grupo formado por Javier, Manel Santisteban, Manolo Aguilar, Manuel Rodríguez, Paco Morales, Cecilia Fernández Blanco, Ana Nery, José Carlos Tatay y Álvaro Villarubia; meses después, Álvaro deja el grupo y entra Carmelo Martínez. Posteriormente Tatay deja el grupo y tras la marcha de Paco Morales, entra al grupo José Subiza.
En 1988, ante el gran auge de popularidad y la repercusión mediática del grupo, RTVE selecciona a La Década Prodigiosa para representar a España en el Festival de Eurovisión con el tema Made in Spain (La chica que yo quiero), canción autoría de Francisco Don Diego y Enrique Peiró.  Las reglas de la organización solo permitían la presencia de seis de los ocho componentes de la banda sobre el escenario, por lo que finalmente se optó por contar con José Subiza y Carmelo Martínez en las voces principales, Cecilia Fernández y Ana Nery a los coros, y los cuatro en coreografía más Manel Santisteban en guitarra y coros y Manolo Aguilar en bajo y coros. Un séptimo miembro dirigió la orquesta y el octavo miembro, Manolo Rodríguez no pudo participar. El grupo consiguió la undécima posición en la competición.
La Década Prodigiosa comienza a incluir canciones originales en sus álbumes y se suceden diversos cambios en su formación.
Durante los 90 lanzaron trabajos como "Licencia para bailar", "La Década" o "Disneymanía", álbum con el que consiguen, en 1995, el honor de ser primer grupo español que graba con Walt Disney Records.
En 1996 participaron en el Festival Internacional de la Canción de Benidorm con la canción "Las Ganas De Vivir", compuesta por Pablo Pinilla, e interpretada por Paloma, Elena, Tomy, J.G, Luismi y Carlos, con la que obtuvieron la "Sirenita de Bronce" del certamen. Este tema se volvió a versionar en el año 2024, sonando para toda España de la mano de los componentes actuales, en el conocido grupo de radio PRISA.
En 2001 se presentaron a la preselección para Eurovisión Eurocanción 2001 con el nombre de "Hi Priority" y la canción "A Nadie Como A Ti", del autor David Santisteban; título que ese mismo año llevaron también al Festival de Benidorm, donde se presentaron con el nombre de "Karma".
En 2004 La Década Prodigiosa celebró su vigésimo aniversario haciendo su primera incursión en el mundo del musical con Flashdance, espectáculo dirigido por Eliseo Peris que ese año se presentaría en más de ochenta teatros de toda España.
En 2005 "Garden", conjunto formado por cuatro ex-componentes de La Década Prodigiosa desde 2002, se presentaron para representar a España en Eurovisión bajo el nombre "Jaster" con la canción "Como Olvidarte", compuesta por Javián. La formación que se disolvería ese mismo año.
En 2006 los componentes de ese momento, José Zapata, kike Navas, Patricia Cobos y Maite, participaron en el Festival Internacional de la Canción de Benidorm, consiguiendo la "Sirenita de Oro" por la canción "A Ti", de David Villar. Canción que está incluida el Álbum "Technostalgia", grabado y distribuido por Vale Music S.L. A día de hoy este disco forma parte del catálogo de Universal Music S.L.            
En 2007 participaron en el programa Misión Eurovisión, para intentar volver a representar España. En esta gala interpretaron el mismo tema con el que fueron seleccionados para Eurovisión 1988, "La Chica Que Yo Quiero (Made In Spain)"; aunque esta vez con una versión batucada de la misma. Hacía casi 20 años que el grupo la había defendido en Dublín (Irlanda), por eso la discográfica les impuso esa canción aunque, si hubieran sido los seleccionados tendrían que haber acudido con un tema inédito.
En 2008 se presentaron de nuevo a la selección del representante eurovisivon a través de la gala Salvemos Eurovisión con el corte inédito "What A Monday", compuesto por Rafael Arteseros. 
En 2008 obtuvieron la distinción de "Grupo más representativo de la historia del pop español" en la Exposición Especializada de Zaragoza.[cita requerida]
En 2012 presentaron "Made In Spain, "El Musical De Tu Vida", que llevaron de gira por los teatros de todo el país. 
Durante 2019 el grupo realizó más de 130 conciertos por toda España bajo la dirección de su actual director y propietario Javier Enzo.
En 2021 el grupo publica Sangre Española, estrena el espectáculo ¨Una Tournée de Barrio¨ junto al periodista José Manuel Parada y realiza más de 80 conciertos por todo el país.
En 2021 Fernando Cotta publica "La Década Prodigiosa. El viajero del tiempo", una biografía novelada y libro musical cuyas páginas incluyen códigos QR que enlazan a 19 grandes éxitos del grupo y a dos en solitario de Javier Enzo, actual propietario, administrador y director del grupo, además de actual componente y el mas veterano en su historia .
En 2022 la banda recibió el Premio Latino a la Trayectoria por Ser Uno de los Grupos más Longevos de España en la VII edición de Premios Latino que se celebró  en el emblemático Teatro Isabel la Católica de Granada y el premio Radiolé a la trayectoria profesional, entre otros.
En 2024 La Década Prodigiosa realizó una gran gira por España y América. Continuó con su espectáculo para teatros y sacó nuevas grabaciones discográficas que han sonado por toda España.
En 2025 La Década Prodigiosa está inmerso en una espectacular gira por toda España de casi un centenar de actuaciones, prepara por su 40 aniversario nuevos proyectos discográficos y grandes proyectos para celebrar el 40 ANIVERSARIO del grupo.

## Componentes

### Formación actual
- Javier Enzo (Cantante, director y propietario)
- Lorena René (Cantante)
- Roberto Velasco (Cantante)
- Rachel Lamb (Cantante)

### Formación Balear
- Aylén (Cantante)
- Jorge Perín (Cantante)
- Virginia Bordal (Cantante)
- Carlos Diaz (Cantante)

### Componentes que representaron a España en Eurovisión 1988
- Carmelo Martínez (86-89), (Cantante y bailarín)
- José Subiza (86-90), (Cantante y bailarín)
- Cecilia F. Blanco (86-94), (Cantante y bailarina)
- Ana Nery Fragoso (85-89), (Bailarina y cantante)

### Otros componentes relevantes
- - Paco Morales (86-87/91-94)
  - Mikel Herzog (89-91)
  - Paloma F. Blanco (91-97)
  - Mª del Carmen López Pascual "Make" (89-91), (Cantante y actriz de doblaje)
  - Carlos Santamaría (91-98)
  - Luismi Baladrón (91-96)
  - Robert Ramírez (91-94/97-98)
  - Tomás Rodríguez (94-97)
  - Javier Gómez J.G (94-97)
  - Elena De Apraiz (94-97)
  - Adrián Lastra (2004)
  - Carlos J. Benito
  - David Gil
  - Laura Alonso
  - Carlos Solano
  - Javi Mota
  - Cristina Lubián
  - Fernando García
  - Mario Barbero
  - Ana Dach

## Discografía
- 1985 La Década Prodigiosa
- 1986 La Década Prodigiosa 2
- 1987 Los años 70
- 1988 Los años 80
- 1989 Los 80 Vol. II
- 1990 Lo mejor en vivo de los 60, 70 y 80
- 1991 Licencia para bailar
- 1993 La Década
- 1994 Baila con la Década
- 1995 Disneymanía
- 1996 Las Ganas De Vivir
- 1999 Lo Mejor de La Década Prodigiosa
- 2002 Seguimos de fiesta con los 80 y 90
- 2003 Una década latina
- 2004 Flashdance
- 2004 Los éxitos internacionales de los 80´s
- 2006 Technostalgia
- 2007 Made in Spain - 20 aniversario" (single)
- 2008 What a monday" (single)
- 2008 La reina de la noche" (single)
- 2009 100.000 kilómetros
- 2010 Spanish dance
- 2012 Made in Spain. El musical de tu vida
- 2013 De cada latido (sencillo)
- 2014 La década prodigiosa eres tú (nuevas grabaciones de sus grandes éxitos)
- 2015 30 años contigo (inéditas La Década Prodigiosa eres tú y Merengues mediterráneos)
- 2015 Te quiero más (sencillo)
- 2018 Enjoy la fiesta(sencillo)
- 2018 Éxitos latino (sencillo)
- 2020 El alma al aire - sencillo (35 aniversario del grupo)[14]
- 2021 "Sangre española" - sencillo (36 aniversario del grupo)
- 2022 "Vivir de un aplauso" - sencillo (dueto con José Manuel Parada para el espectáculo "Una Tourneé de Barrio")
- 2022 ¨Los Euroéxitos¨ - sencillo adelanto ¨Lo Mejor de Cuatro Décadas¨
- 2022 ¨Made In Spain¨ - sencillo adelanto ¨Lo Mejor de Cuatro Décadas¨
- 2022 ¨Lo Mejor de cuatro décadas¨ (Edición a la venta en tiendas físicas en vinilo, CD y en digital)

- 2023 ¨Siente el vértigo¨ - sencillo }}
- 2024 ¨Las ganas de vivir¨ - sencillo }}
- 2024 ¨En Navidad¨ - sencillo }} Primer trabajo discográfico con temática navideña
- 2025 ¨Juntos¨  - sencillo }} 40 aniversario.
- 2025 ¨Estrella del Caribe¨- El Verano de tu Vida - los 2000

### Discografía adicional
- 1988 "Made in spain - la chica que yo quiero" (maxisingle)
- 1990 "Los años 80" - México
- 1990 "Los años 80 vol II" - México
- 1991 "Licencia para bailar" - México (inéditas "loco por tu amor" y "fiesta década")
- 1994 "La década prodigiosa" // "La Década Prodigiosa 2" - serie "2 al precio de 1"
- 1995 "La década prodigiosa" - serie "difusión"
- 1996 "Una década bailable" - Perú
- 1996 "Una década romántica" - Perú
- 2001 "Una fiesta especial" - grandes éxitos
- 2002 "Los diez de la Década Prodigiosa"
- 2021 "El último aplauso" - sencillo (himno oficial "el último aplauso" junto a artistas como Amistades Peligrosas, Marta Sánchez, Merche...)
- 2024 Artistas de la sintonía CAFÉ OLÉ en Radiolé (Grupo Prisa Radio)

| Predecesor: Patricia Kraus con "No estás solo" | España en el Festival de Eurovisión 1988 | Sucesor: Nina con "Nacida para amar" |